# Forêt d'État DuPont
La forêt d'État DuPont a une étendue de 40 km². Elle se trouve dans les comtés de Henderson et de Transylvania, en Caroline du Nord. Le nom provient du fait que la société DuPont a vendu le territoire à l'État. Autrefois, à un endroit de la forêt, se trouvait une usine de fabrication pour la production de pellicules photographiques. Elle a depuis été rattachée au domaine de la forêt.
Près de 160 km de sentiers et de routes passent à travers la forêt. La forêt est utilisée pour de nombreuses activités de loisirs, comme le vélo de montagne, la randonnée, la baignade, le canoë-kayak. Le site offre aussi des vues de montagnes (comme le Cedar Rock Mountain), de lacs (comme le Lake Imaging, le Lake Julia, le Lake Dense et le Fawn Lake), et de plusieurs chutes d'eau magnifiques, comme :
- Chutes du Voile de la Mariée
- Grassy Creek Falls
- High Falls
- Hooker Falls
- Triple Falls
- Wintergreen Falls